# NGC 5917
NGC 5917 ist eine Spiralgalaxie des Typs Sb im Sternbild Waage. Sie ist rund 85 Millionen Lichtjahre von der Milchstraße entfernt.
Gemeinsam mit PGC 54817 bildet sie das Galaxienpaar Arp 254. Halton Arp gliederte seinen Katalog ungewöhnlicher Galaxien nach rein morphologischen Kriterien in Gruppen. Diese Galaxie gehört zu der Klasse Galaxien mit Anzeichen für eine Aufspaltung.
Die Galaxie wurde von John Herschel am 16. Juli 1835 entdeckt.

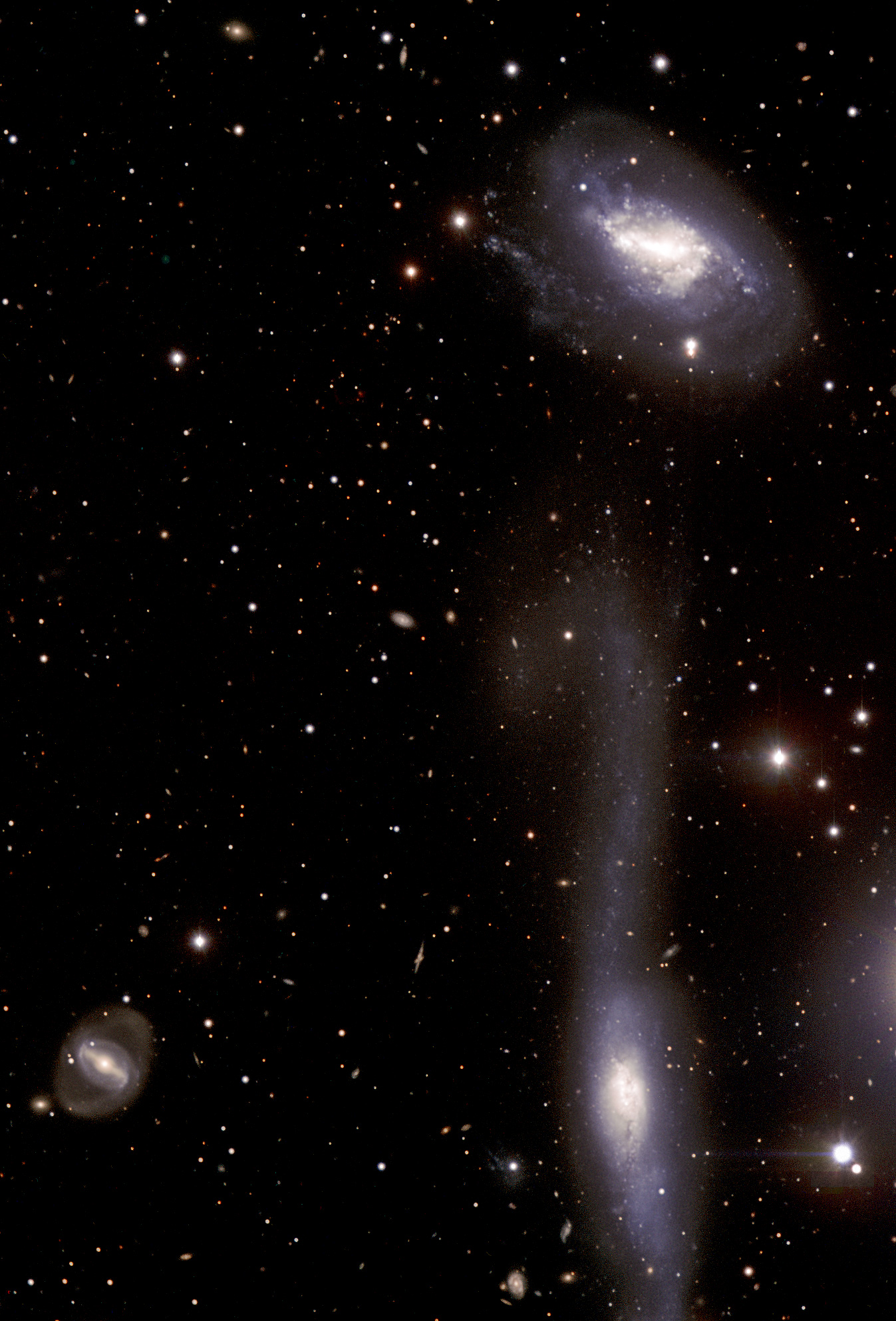
Aufnahme des Very Large Telescope von NGC 5917 (oben rechts) und PGC 54817 (darunter) die miteinander gravitativ wechselwirken. Das Paar wird mit Arp 254 bezeichnet.